# UnitedHealth Group
UnitedHealth Group ([juˈnaɪtɪd helθ gruːp]) — крупнейшая компания США в области медицинского страхования. Обслуживает более 100 млн клиентов в США и некоторых других странах, крупнейшая страховая компания мира по размеру страховых премий. UnitedHealth Group заняла 6-е место в списке крупнейших американских компаний Fortune 500 и 35-е в списке Fortune Global 500. В списке крупнейших компаний мира Forbes Global 2000 за 2021 год компания заняла 21-е место (7-е по размеру выручки, 21-е по рыночной капитализации, 23-е по чистой прибыли, 189-е по активам)

## История
United HealthCare Corporation создана в 1977 году на основе образованной тремя годами ранее компании Charter Med Incorporated. В 1984 году компания стала публичной. В 1998 году корпорация была переименована в UnitedHealth Group. В 2012 году была поглощена компания Amil Participações S.A., крупнейшая в Бразилии в сфере медицинского страхования. В 2015 году была куплена компания Catamaran, вошедшая в подразделение распространения медикаментов OptumRx.

## Руководство
- Стивен Хемсли (Stephen J. Hemsley) — председатель совета директоров с февраля 2021 года, до этого был главным исполнительным директором (CEO) с 2006 года, в компании с 1997 года. В 2011 году стал самым высокооплачиваемым CEO по версии Forbes[7].
- Эндрю Уитти (Andrew P. Witty) — главный исполнительный директор с февраля 2021 года; с 2008 по 2017 год занимал такой же пост в GlaxoSmithKline.
- Джон Рекс (John Rex) — главный финансовый директор (CFO) с 2016 года, в компании с 2012 года, до этого был управляющим директором в JPMorgan Chase.

## Деятельность
Основным направлением деятельности компании является медицинское страхование, на страховые премии в 2020 году пришлось 201 млрд из 257 млрд выручки, ещё 34 млрд принесла продажа продукции, 20 млрд — услуги, 1,5 млрд — инвестиционный доход. Выплаты компании за медицинские услуги по полисам составили 159 млрд. Из активов 197 млрд на конец 2020 года самой крупной категорией является гудвил (стоимость бренда и репутация), долгосрочные инвестиции составили 41 млрд (преимущественно корпоративные и другие облигации). На США приходится 97 % выручки. Зарубежный отдел, UnitedHealthcare Global, обслуживает 7,6 млн человек через дочерние компании Amil (Бразилия, 5,6 млн клиентов), Empresas Banmédica (Чили, Колумбия и Перу, 2 млн клиентов), Lusíadas Saúde (Португалия)
UnitedHealth Group состоит из следующих подразделений:
- UnitedHealthcare — занимается медицинским страхованием различных категорий населения как в США, так и в других странах; в США медицинские услуги клиентам компании предоставляются 1,4 млн врачей и других медработников и 6500 больниц, входящих в систему UnitedHealth; оборот в 2020 году — $201 млрд, активы — $98 млрд.
- OptumHealth — занимается программами по уходу, в том числе медицинскому, обслуживает 98 млн клиентов; это подразделение включает Optum Bank, через который проходит большинство выплат группы; оборот в 2020 году — $39,8 млрд, активы — $40,4 млрд.
- OptumInsight — предоставляет медицинским учреждениям информационные и консультационные услуги; оборот в 2020 году — $10,8 млрд, активы — $15,2 млрд.
- OptumRx — оказывает управленческие услуги в сфере производства и распространения медикаментов, подразделению принадлежит сеть из 67 тысяч аптек; оборот в 2020 году — $87,5 млрд, активы — $39,3 млрд.

| Год                 | 2001  | 2002  | 2003  | 2004  | 2005  | 2006  | 2007  | 2008  | 2009  | 2010  | 2011  | 2012  | 2013  | 2014  | 2015  | 2016  | 2017  | 2018  | 2019  | 2020  |
| ------------------- | ----- | ----- | ----- | ----- | ----- | ----- | ----- | ----- | ----- | ----- | ----- | ----- | ----- | ----- | ----- | ----- | ----- | ----- | ----- | ----- |
| Оборот              | 23,45 | 25,02 | 28,82 | 37,22 | 45,37 | 71,54 | 75,43 | 81,19 | 87,14 | 94,16 | 101,9 | 110,6 | 122,5 | 130,5 | 157,1 | 184,8 | 201,2 | 226,2 | 242,2 | 257,1 |
| Чистая прибыль      | 0,913 | 1,352 | 1,825 | 2,587 | 3,3   | 4,159 | 4,654 | 2,977 | 3,822 | 4,634 | 5,142 | 5,526 | 5,625 | 5,619 | 5,813 | 7,073 | 10,82 | 12,38 | 14,24 | 15,77 |
| Активы              | 12,49 | 14,16 | 17,63 | 27,88 | 41,37 | 48,32 | 50,9  | 55,82 | 59,05 | 63,06 | 67,89 | 80,89 | 81,88 | 86,38 | 111,4 | 122,8 | 139,1 | 152,2 | 173,9 | 197,3 |
| Собственный капитал | 3,891 | 4,428 | 5,128 | 10,72 | 17,73 | 20,81 | 20,06 | 20,78 | 23,61 | 25,83 | 28,29 | 31,19 | 32,15 | 32,45 | 33,73 | 38,18 | 49,83 | 54,32 | 60,45 | 68,33 |